# جوگتوون (مریلند)
جوگتوون (به انگلیسی: Jugtown) شهری در ایالت مریلند کشور ایالات متحده آمریکا است که جمعیت آن در سرشماری سال ۲۰۱۰ میلادی، ۲۰۴ نفر بوده‌است.